# Unbreakable (canção de Alicia Keys)
"Unbreakable" é uma canção de R&B/soul de Alicia Keys, incluída no seu álbum ao vivo Unplugged (2005). O álbum conta com canções de Keys com nova roupagem e duas canções inéditas, sendo Unbreakable uma delas.

## Faixas
E.U. promo CD single
1. "Unbreakable" (Radio Edit) – 4:14
2. "Unbreakable" (Call Out Hook) – 0:10

E.U. promo DVD single
1. "Unbreakable" (BET Video)

E.U. promo 12" single
- Lado A:

1. "Unbreakable" (Main Version) – 4:14

- Lado B:

1. "Unbreakable" (Main Version) – 4:14